# Down on the Upside
Down on the Upside — п'ятий студійний альбом американського рок-гурту Soundgarden, випущений 21 травня 1996 року лейблом A&M Records. Гурт розпочав роботу над новим альбомом після світового туру на підтримку свого попереднього альбому Superunknown (1994). Down on the Upside має більш експериментальне й менш важке й темне звучання, ніж попередні альбоми гурту.
Альбом дебютував на другому місці в чарті Billboard 200. Сприяли цьому сингли «Pretty Noose», «Burden in My Hand», «Blow Up the Outside World», і «Ty Cobb». Після релізу альбому гурт почав світовий тур на його підтримку, в тому числі виступивши на фестивалі Lollapalooza в 1996 році. Рік по тому, гурт припинив існування через внутрішні конфлікти. «Down on the Upside» став двічі платиновим у Сполучених Штатах.

## Запис
Запис альбому проходив з листопада 1995 року по лютий 1996 у студії звукозапису Studio Litho (власником якої був гітарист Стоун Ґоссард з гурту Pearl Jam) і в студії Bad Animals Studio в Сіетлі. Альбом спродюсували учасники гурту разом з Адамом Каспером, звукорежисером, який працював над їхнім попереднім альбомом Superunknown.

## Трек-лист
| Nr. |  | Назва                       | Текст        | Музика       | Тривалість |
| --- |  | --------------------------- | ------------ | ------------ | ---------- |
| 1.  |  | "Pretty Noose"              | Кріс Корнелл | Кріс Корнелл | 4:12       |
| 2.  |  | "Rhinosaur"                 | Кріс Корнелл | Метт Кемерон | 3:14       |
| 3.  |  | "Zero Chance"               | Кріс Корнелл | Бен Шеферд   | 4:18       |
| 4.  |  | "Dusty"                     | Кріс Корнелл | Бен Шеферд   | 4:34       |
| 5.  |  | "Ty Cobb"                   | Кріс Корнелл | Бен Шеферд   | 3:05       |
| 6.  |  | "Blow Up the Outside World" | Кріс Корнелл | Кріс Корнелл | 5:46       |
| 7.  |  | "Burden in My Hand"         | Кріс Корнелл | Кріс Корнелл | 4:50       |
| 8.  |  | "Never Named"               | Кріс Корнелл | Бен Шеферд   | 2:27       |
| 9.  |  | "Applebite"                 | Кріс Корнелл | Метт Кемерон | 5:10       |
| 10. |  | "Never the Machine Forever" | Кім Таїл     | Кім Таїл     | 3:36       |
| 11. |  | "Tighter & Tighter"         | Кріс Корнелл | Кріс Корнелл | 6:06       |
| 12. |  | "No Attention"              | Кріс Корнелл | Кріс Корнелл | 4:27       |
| 13. |  | "Switch Opens"              | Кріс Корнелл | Бен Шеферд   | 3:53       |
| 14. |  | "Overfloater"               | Кріс Корнелл | Кріс Корнелл | 5:09       |
| 15. |  | "An Unkind"                 | Бен Шеферд   | Бен Шеферд   | 2:08       |
| 16. |  | "Boot Camp"                 | Кріс Корнелл | Кріс Корнелл | 2:59       |

## Творці
- Кріс Корнелл — вокал, гітара,
- Кім Таїл — гітара
- Бен Шеферд — бас
- Метт Кемерон — ударні